# Промышленновское городское поселение
Промы́шленновское городско́е поселе́ние — упразднённое муниципальное образование в Промышленновском районе Кемеровской области. Административный центр — посёлок городского типа Промышленная.

## История
Промышленновское городское поселение образовано 17 декабря 2004 года в соответствии с Законом Кемеровской области № 104-ОЗ.

## Население
| 2009    | 2010    | 2011    | 2012    | 2013    | 2014    | 2015    |
| ------- | ------- | ------- | ------- | ------- | ------- | ------- |
| 17 888  | ↗18 045 | ↗18 053 | ↗18 210 | ↗18 339 | ↘18 280 | ↘18 102 |
| 2016    | 2017    | 2018    | 2019    |         |         |         |
| ↘18 069 | ↘17 821 | ↘17 635 | ↘17 472 |         |         |         |

## Состав городского поселения
| № | Населённый пункт | Тип населённого пункта      | Население |
| - | ---------------- | --------------------------- | --------- |
| 1 | Промышленная     | пгт, административный центр | ↘19 278   |